# Институт экологического менеджмента и оценки
Институт экологического менеджмента и оценки (IEMA) — крупнейший профессиональный орган по экологической практике, членами которого являются более 15 000 организаций и частных лиц в Великобритании и других странах.
Участники получают актуальную информацию о действующем экологическом праве и законодательстве, а группа организует более 100 региональных мероприятий на экологическую тематику для ознакомления с рекомендациями по передовой практике. Он также издает журнал «Эколог» 12 раз в год, публикует рабочие тетради практиков по отдельным темам окружающей среды и организует Национальные Конференции с участием национальных экспертов.
Членство в IEMA направлено на то, чтобы кандидаты были осведомлены, компетентны и хорошо подготовлены. Одним из крупнейших источников информации о природоохранных работах является официальный сайт IEMA.
Перед организациями стоит задача действовать экологически рациональным образом. Вектор правительства Великобритании по вопросам изменения климата и низкоуглеродистой и ресурсосберегающей экономике означает, что с IEMA консультируются по основным вопросам, причем IEMA привлекает своих членов в большинстве из этих консультаций. IEMA на протяжении 10 лет был лидером в области охраны природы и остается лидером с постоянно растущим числом членов, что признано правительством Великобритании.
IEMA является составным органом Общества по охране окружающей среды (SocEnv), которое позволяет членам IEMA перейти к статусу дипломированного эколога.
IEMA является компетентным органом в Великобритании по Схеме экологического менеджмента и аудита Европейского Союза (EMAS). Институт также способствует продвижению Аcorn схемы (BS 8555), поэтапного внедрения в ISO 14001 системы экологического менеджмента.
IEMA также утверждает учебные курсы для компаний, которые проводят подготовку специалистов в области окружающей среды. В настоящее время существует более 80 аккредитованных учебных центров.

## Эколог
Эколог (ныне переименованный в «Преобразование») — это журнал для специалистов в области окружающей среды, который издается 10 раз в год Институтом экологического менеджмента и оценки в Великобритании. Темы включают новости, политику, экологическое право, лучшие практики и новости института. Он отправляется бесплатно членам IEMA.